# Морозов, Сергей Геннадьевич
Сергей Геннадьевич Морозов (1980—2001) — ефрейтор Вооружённых Сил Российской Федерации, Герой Российской Федерации (2002).

## Биография
Сергей Морозов родился 10 октября 1980 года в городе Ленинске (ныне — Байконур в Казахстане). В конце 1980-х годов вместе с семьёй был вынужден переехать в село Радичи Дубровского района Брянской области. После окончания средней школы Морозов был призван на службу в Вооружённые Силы Российской Федерации. Служил в Уральском военном округе. Три месяца спустя после прохождения срочной службы Морозов пошёл на службу на контрактной основе.
Участвовал в боях Второй чеченской войны, будучи пулемётчиком мотострелковой бригады Северо-Кавказского военного округа. 12 июля 2001 года в районе села Дышне-Ведено Веденского района Чечни, когда разведгруппа, в составе которой находился Морозов, попала в засаду, он получил ранение и остался прикрывать отход своих товарищей. В том бою он получил второй ранение и был захвачен в плен, где подвергся пыткам и с особой жестокостью был убит. Похоронен в Радичах.
Указом Президента Российской Федерации от 29 июля 2002 года за «мужество и героизм, проявленные при выполнении воинского долга в Северо-Кавказском регионе» ефрейтор Сергей Морозов посмертно был удостоен высокого звания Героя Российской Федерации.